# Festos
Festos (Phaistos) er et minoisk ruinområde på Kreta. Paladsets ældste del stammer fra ca. 1850 f.Kr. og den yngste del fra ca. 1400 f.Kr.
Her er bl.a. fundet en diskos med skrifttypen Linear A.